# Wassili Petrowitsch Stassow

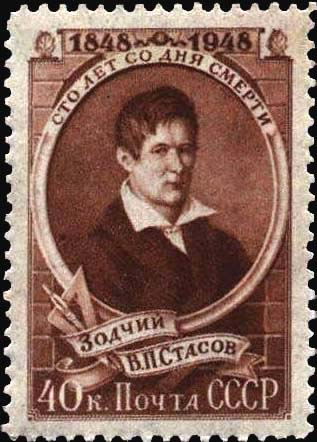
Wassili Stassow auf einer sowjetischen Briefmarke von 1948

Wassili Petrowitsch Stassow (russisch Василий Петрович Стасов, wiss. Transliteration Vasilij Petrovič Stasov; * 24. Julijul. / 4. August 1769greg. in Moskau; † 24. Augustjul. / 5. September 1848greg. in Sankt Petersburg) war ein russischer Baumeister des Klassizismus, der maßgeblich an der Gestaltung Sankt Petersburgs beteiligt war.
Stassow studierte an der Moskauer Universität und wurde, nachdem er sich seit 1802 durch einen sechsjährigen Frankreich-, England- und Italienaufenthalt weitergebildet hatte, ab 1808 im Dienst des russischen Zarenhofes einer der bedeutendsten Architekten St. Petersburgs. Er gestaltete unter anderem die Paulskasernen am Marsfeld, das Innere des Winterpalastes und führte die teilweise Neugestaltung des Katharinenpalastes und des Lyzeums in Zarskoje Selo durch. Die Alexander-Newski-Gedächtniskirche in Potsdam entstand in verkleinerter Form nach seinem Entwurf für die heute zerstörte Zehntkirche in Kiew.
Sein Grab befindet sich auf dem Lazarus-Friedhof am Alexander-Newski-Kloster.
Stassows Kinder waren die Frauenrechtlerin Nadeschda Wassiljewna Stassowa (1822–1895), der einflussreiche Kunstkritiker Wladimir Wassiljewitsch Stassow (1824–1906) und der Rechtsanwalt Dmitri Wassiljewitsch Stassow (1828–1918), dessen Tochter Jelena Dmitrijewna Stassowa (1873–1966) russische Kommunistin und Sekretärin von Lenin war.

## Werke
- 1817/18 Umbau der ehem. Pawlowski-Kaserne, St. Petersburg
- 1817/18 Umbau des Marstalls in Zarskoje Selo
- 1818 Triumphbogen, Zarskoje Selo
- 1826–1828 Verklärungskirche, St. Petersburg
- 1826–1829 Alexander-Newski-Gedächtniskirche (Entwurf), Potsdam
- 1827–1834 Narva-Triumphbogen, St. Petersburg
- 1828–1835 Dreifaltigkeitskathedrale in Sankt Petersburg
- 1833–1838 Moskauer Triumphbogen, St. Petersburg
- 1838–1840 Nikolaus-Kathedrale in Omsk
- 1839 Wappensaal im Winterpalais, Eremitage Sankt Petersburg
- 184?–1857 Dreifaltigkeitskathedrale in Morschansk